# Lilliput Nunataks
Lilliput Nunataks är nunataker i Västantarktis. Argentina, Chile och Storbritannien gör anspråk på området.